# Elecciones regionales de Cajamarca de 2018
Las elecciones regionales de Cajamarca de 2018 se llevaron a cabo el 7 de octubre de 2018 para elegir al gobernador regional, al vicegobernador regional y al Consejo Regional para el periodo 2019-2022. Se celebró simultáneamente con elecciones regionales y municipales (provinciales y distritales) en todo el Perú. La segunda vuelta regional se llevó a cabo el 9 de diciembre de 2018.
Durante la primera vuelta, los candidatos Mesías Guevara Amasifuén (Acción Popular) y Walter Benavides Gavidia (Alianza para el Progreso) obtuvieron las dos primeras minorías y pasaron al balotaje. En este, Mesías Guevara Amasifuén obtuvo el 61.47% de votos válidos y resultó electo como gobernador regional de Cajamarca.

## Sistema electoral
El Gobierno Regional de Cajamarca es el órgano administrativo y de gobierno del departamento de Cajamarca. Está compuesto por el gobernador regional, el vicegobernador regional y el Consejo Regional.
La votación se realiza en base al sufragio universal, que comprende a todos los ciudadanos nacionales mayores de dieciocho años, empadronados y residentes en el departamento de Cajamarca y en pleno goce de sus derechos políticos.
El gobernador y vicegobernador regional son elegidos por sufragio directo. Para que un candidato sea proclamado ganador debe obtener no menos de 30 % de votos válidos. En caso ningún candidato logre ese porcentaje en la primera vuelta electoral, los dos candidatos más votados participan en una segunda vuelta o balotaje. No hay reelección inmediata de gobernadores regionales.
El Consejo Regional de Cajamarca está compuesto por 19 consejeros elegidos por sufragio directo para un período de cuatro (4) años. La votación es por lista cerrada y bloqueada. Cada provincia del departamento de Cajamarca constituye una circunscripción electoral. Se asigna a la lista ganadora los escaños según el método d'Hondt. La distribución y el número de consejeros regionales es la siguiente:
| Circunscripción                                                                                    | Escaños | Mapa |
| -------------------------------------------------------------------------------------------------- | ------- | ---- |
| Cajamarca(+2) y San Ignacio(–1)                                                                    | 3       |      |
| Chota(+1) y Jaén(+1)                                                                               | 2       |      |
| Cajabamba, Celendín, Contumazá, Cutervo, Hualgayoc, San Marcos, San Miguel, San Pablo y Santa Cruz | 1       |      |

## Composición del Consejo Regional de Cajamarca
La siguiente tabla muestra la composición del Consejo Regional de Cajamarca antes de las elecciones.
| Partidos | Partidos                                    | Consejeros |
| -------- | ------------------------------------------- | ---------- |
|          | Movimiento de Afirmación Social             | 12         |
|          | Movimiento Independiente Diálogo Social     | 2          |
|          | Fuerza Popular                              | 1          |
|          | Movimiento Regional Fuerza Social Cajamarca | 1          |

## Partidos y candidatos
A continuación se muestra una lista de los principales partidos y alianzas electorales que participaron en las elecciones:
| Candidatura | Candidatura | Partidos y alianzas                           | Candidato | Candidato                  | Ideología                                                          | Resultado previo | Resultado previo | Ref. |
| Candidatura | Candidatura | Partidos y alianzas                           | Candidato | Candidato                  | Ideología                                                          | Votos (%)        | Con.             | Ref. |
| ----------- | ----------- | --------------------------------------------- | --------- | -------------------------- | ------------------------------------------------------------------ | ---------------- | ---------------- | ---- |
|             | MAS         | Lista - Movimiento de Afirmación Social (MAS) |           | Porfirio Medina Vásquez    | Regionalismo cajamarquino Mariateguismo Ecosocialismo              | 44.27%           | 12               |      |
|             | CSV         | Lista - Cajamarca Siempre Verde (CSV)         |           | Wilman Mosqueira Ramírez   | Regionalismo cajamarquino                                          | 12.63%           | 0                |      |
|             | FRC         | Lista - Frente Regional de Cajamarca (FRC)    |           | Lilian Cruzado Vásquez     | Regionalismo cajamarquino                                          | 9.03%            | 0                |      |
|             | APP         | Lista - Alianza para el Progreso (APP)        |           | Walter Benavides Gavidia   | Liberalismo económico Conservadurismo liberal Populismo de derecha | 2.30%            | 0                |      |
|             | AP          | Lista - Acción Popular (AP)                   |           | Mesías Guevara Amasifuén   | Partido atrapalotodo                                               | Nuevo            | Nuevo            |      |
|             | DD          | Lista - Democracia Directa (DD)               |           | Jorge Rimarachín Cabrera   | Socialismo Nacionalismo de izquierda Ecologismo                    | Nuevo            | Nuevo            |      |
|             | FA          | Lista - Frente Amplio (FA)                    |           | José Díaz Castillo         | Socialismo Ecologismo Descentralización                            | Nuevo            | Nuevo            |      |
|             | PP          | Lista - Podemos por el Progreso del Perú (PP) |           | Absalón Vásquez Villanueva | Conservadurismo social Populismo de derecha                        | Nuevo            | Nuevo            |      |

## Sondeos de opinión
Las siguientes tablas enumeran las estimaciones de la intención de voto en orden cronológico inverso, mostrando las más recientes primero y utilizando las fechas en las que se realizó el trabajo de campo de la encuesta. Cuando se desconocen las fechas del trabajo de campo, se proporciona la fecha de publicación.
Leyenda:
     Sondeo realizado en el periodo de prohibición legal de la difusión de sondeos de intención de voto.

### Balotaje

#### Intención de voto
La siguiente tabla enumera las estimaciones ponderadas (sin incluir votos en blanco y nulos) de la intención de voto.
|                               |                |      |      |      |      |  |  |  |  |  |  |
| Elecciones regionales de 2018 | 9 dic 2018     | —    | 61.5 | 38.5 | 23.0 |  |  |  |  |  |  |
|                               |                |      |      |      |      |  |  |  |  |  |  |
| Ipsos Perú/América            | 9 dic 2018     | ?    | 64.3 | 35.7 | 28.6 |  |  |  |  |  |  |
| Decide Tú                     | 26–28 nov 2018 | 2003 | 39.0 | 61.0 | 22.0 |  |  |  |  |  |  |
| Vox Populi                    | 15–18 nov 2018 | 440  | 63.9 | 36.1 | 27.8 |  |  |  |  |  |  |
| Decide Tú                     | 17–19 nov 2018 | 1419 | 44.2 | 55.8 | 11.6 |  |  |  |  |  |  |

#### Preferencias de voto
La siguiente tabla enumera las preferencias de voto en bruto (incluyendo blancos, viciados y sin respuesta) y no ponderadas.
|                               |                |      |      |      |      |      |      |  |  |  |  |  |  |
| Elecciones regionales de 2018 | 9 dic 2018     | —    | 55.1 | 34.5 | 10.4 | –    | 20.6 |  |  |  |  |  |  |
|                               |                |      |      |      |      |      |      |  |  |  |  |  |  |
| Decide Tú                     | 26–28 nov 2018 | 2003 | 25.4 | 39.9 | 14.8 | 20.0 | 14.5 |  |  |  |  |  |  |
| Vox Populi                    | 15–18 nov 2018 | 440  | 39.5 | 22.3 | 20.7 | 17.5 | 17.2 |  |  |  |  |  |  |
| Decide Tú                     | 17–19 nov 2018 | 1419 | 28.7 | 36.3 | 14.0 | 21.1 | 7.6  |  |  |  |  |  |  |

### Primera vuelta

#### Intención de voto
La siguiente tabla enumera las estimaciones ponderadas (sin incluir votos en blanco y nulos) de la intención de voto.
|                               |                |      |      |      |      |      |     |     |     |     |      |  |  |
| Elecciones regionales de 2018 | 7 oct 2018     | —    | 23.5 | 21.3 | 18.6 | 11.9 | 9.7 | 9.4 | 3.6 | 2.0 | 2.2  |  |  |
|                               |                |      |      |      |      |      |     |     |     |     |      |  |  |
| Ipsos Perú/América            | 7 oct 2018     | ?    | 24.9 | 20.0 | 15.6 | 14.1 | –   | –   | –   | –   | 4.9  |  |  |
| Datum Internacional/Latina    | 7 oct 2018     | ?    | 25.1 | 27.2 | 15.1 | 14.6 | –   | –   | –   | –   | 2.1  |  |  |
| Ipsos Perú/América            | 7 oct 2018     | ?    | 20.5 | 21.2 | 18.6 | 13.4 | –   | –   | –   | –   | 0.7  |  |  |
| Datum Internacional/Latina    | 7 oct 2018     | ?    | 21.8 | 27.6 | 16.3 | 14.6 | 4.8 | 8.4 | 4.8 | 1.7 | 5.8  |  |  |
| Klambp                        | 16–18 sep 2018 | 1419 | 12.5 | 13.3 | 31.6 | 30.8 | 2.5 | 3.0 | 1.7 | 4.7 | 0.8  |  |  |
| Klambp                        | 14–16 ago 2018 | 1419 | 14.0 | 9.4  | 31.4 | 30.8 | 2.8 | 2.2 | 4.6 | 5.3 | 0.6  |  |  |
| Klambp                        | 8–10 jun 2018  | 1419 | 18.3 | 10.8 | 25.8 | 33.0 | –   | 4.0 | –   | 5.8 | 7.2  |  |  |
| Klambp                        | 16–18 abr 2018 | 1419 | 9.0  | 11.4 | 9.4  | 28.4 | –   | –   | –   | –   | 17.0 |  |  |

#### Preferencias de voto
La siguiente tabla enumera las preferencias de voto en bruto (incluyendo blancos, viciados y sin respuesta) y no ponderadas.
| Encuestadora/Medio            | Fecha          | Muestra | Walter Benavid. | Mesías Guevara | Porfirio Medina | Absalón Vásquez | Enrique Mosquei. | Lilian Cruzado | José Díaz | Jorge Rimarac. | B/V  | NS/NO | Dif. |  |  |  |
| ----------------------------- | -------------- | ------- | --------------- | -------------- | --------------- | --------------- | ---------------- | -------------- | --------- | -------------- | ---- | ----- | ---- |  |  |  |
| Encuestadora/Medio            | Fecha          | Muestra |                 |                |                 |                 |                  |                |           |                |      |       |      |  |  |  |
| Elecciones regionales de 2018 | 7 oct 2018     | —       | 17.9            | 16.3           | 14.2            | 9.1             | 7.4              | 7.2            | 2.7       | 1.5            | 23.5 | –     | 1.6  |  |  |  |
|                               |                |         |                 |                |                 |                 |                  |                |           |                |      |       |      |  |  |  |
| Klambp                        | 16–18 sep 2018 | 1419    | 11.6            | 12.3           | 29.3            | 28.6            | 2.3              | 2.8            | 1.6       | 4.4            | –    | 7.2   | 0.7  |  |  |  |
| Klambp                        | 14–16 ago 2018 | 1419    | 11.7            | 7.8            | 26.2            | 25.7            | 2.3              | 1.8            | 3.8       | 4.4            | –    | 16.6  | 0.5  |  |  |  |
| Klambp                        | 8–10 jun 2018  | 1419    | 14.8            | 8.7            | 20.8            | 26.6            | –                | 3.2            | –         | 4.7            | –    | 19.3  | 5.8  |  |  |  |
| Klambp                        | 16–18 abr 2018 | 1419    | 8.2             | 10.4           | 8.5             | 25.8            | –                | –              | –         | –              | 9.1  | –     | 11.5 |  |  |  |

## Resultados

### Gobierno Regional de Cajamarca
| Candidatos           | Candidatos                 | Partidos y coaliciones                | Primera vuelta 7 oct 2018 | Primera vuelta 7 oct 2018 | Balotaje 9 dic 2018 | Balotaje 9 dic 2018 |  |
| Candidatos           | Candidatos                 | Partidos y coaliciones                | Votos                     | %                         | Votos               | %                   |  |
| -------------------- | -------------------------- | ------------------------------------- | ------------------------- | ------------------------- | ------------------- | ------------------- |  |
|                      | Mesías Guevara Amasifuén   | Acción Popular (AP)                   | 135,668                   | 21.33                     | 382,030             | 61.47               |  |
|                      | Walter Benavides Gavidia   | Alianza para el Progreso (APP)        | 149,229                   | 23.46                     | 239,475             | 38.53               |  |
|                      | Porfirio Medina Vásquez    | Movimiento de Afirmación Social (MAS) | 118,225                   | 18.59                     |                     |                     |  |
|                      | Absalón Vásquez Villanueva | Podemos por el Progreso del Perú (PP) | 75,791                    | 11.92                     |                     |                     |  |
|                      | Wilman Mosqueira Ramírez   | Cajamarca Siempre Verde (CSV)         | 61,639                    | 9.69                      |                     |                     |  |
|                      | Lilian Cruzado Vásquez     | Frente Regional de Cajamarca (FRC)    | 59,939                    | 9.42                      |                     |                     |  |
|                      | José Díaz Castillo         | Frente Amplio (FA)                    | 22,802                    | 3.58                      |                     |                     |  |
|                      | Jorge Rimarachín Cabrera   | Democracia Directa (DD)               | 12,786                    | 2.01                      |                     |                     |  |
|                      |                            |                                       |                           |                           |                     |                     |  |
| Total                | Total                      | Total                                 | 636,079                   |                           | 621,505             |                     |  |
|                      |                            |                                       |                           |                           |                     |                     |  |
| Votos válidos        | Votos válidos              | Votos válidos                         | 636,079                   | 76.50                     | 621,505             | 89.63               |  |
| Votos en blanco      | Votos en blanco            | Votos en blanco                       | 126,104                   | 15.17                     | 19,316              | 2.79                |  |
| Votos nulos          | Votos nulos                | Votos nulos                           | 69,335                    | 8.34                      | 52,580              | 7.58                |  |
| Votos emitidos       | Votos emitidos             | Votos emitidos                        | 831,518                   | 77.74                     | 693,401             | 64.83               |  |
| Abstenciones         | Abstenciones               | Abstenciones                          | 238,086                   | 22.26                     | 376,203             | 35.17               |  |
| Votantes registrados | Votantes registrados       | Votantes registrados                  | 1,069,604                 |                           | 1,069,604           |                     |  |
|                      |                            |                                       |                           |                           |                     |                     |  |
| Fuente:              |                            |                                       |                           |                           |                     |                     |  |

### Consejo Regional de Cajamarca
|                        |                                       |              |              |              |         |         |
| Partidos y coaliciones | Partidos y coaliciones                | Voto popular | Voto popular | Voto popular | Escaños | Escaños |
| Partidos y coaliciones | Partidos y coaliciones                | Votos        | %            | ±pp          | Total   | +/−     |
|                        | Alianza para el Progreso (APP)        | 141,125      | 23.93        | +19.93       | 10      | +10     |
|                        | Acción Popular (AP)                   | 114,883      | 19.48        | n/a          | 4       | +4      |
|                        | Movimiento de Afirmación Social (MAS) | 112,333      | 19.05        | –16.92       | 1       | –11     |
|                        | Frente Regional de Cajamarca (FRC)    | 65,279       | 11.07        | –0.48        | 1       | +1      |
|                        | Cajamarca Siempre Verde (CSV)         | 63,897       | 10.84        | –3.35        | 3       | +3      |
|                        | Podemos por el Progreso del Perú (PP) | 54,659       | 9.27         | Nuevo        | 0       | ±0      |
|                        | Frente Amplio (FA)                    | 24,273       | 4.12         | Nuevo        | 0       | ±0      |
|                        | Democracia Directa (DD)               | 13,268       | 2.25         | Nuevo        | 0       | ±0      |
|                        |                                       |              |              |              |         |         |
| Total                  | Total                                 | 589,717      |              |              | 19      | +3      |
|                        |                                       |              |              |              |         |         |
| Votos válidos          | Votos válidos                         | 589,717      | 70.92        | –1.69        |         |         |
| Votos en blanco        | Votos en blanco                       | 170,560      | 20.51        | +2.48        |         |         |
| Votos nulos            | Votos nulos                           | 71,241       | 8.57         | –0.80        |         |         |
| Votos emitidos         | Votos emitidos                        | 831,518      | 77.74        | –5.12        |         |         |
| Abstenciones           | Abstenciones                          | 238,086      | 22.26        | +5.12        |         |         |
| Votantes registrados   | Votantes registrados                  | 1,069,604    |              |              |         |         |
|                        |                                       |              |              |              |         |         |
| Fuente:                |                                       |              |              |              |         |         |

#### Resultados por provincia
| Provincia   | APP       | APP  | AP   | AP  | MAS  | MAS  | FRC  | FRC  | CSV  | CSV | PP   | PP  | FA   | FA  | DD  | DD  |   |
| Provincia   | %         | E    | %    | E   | %    | E    | %    | E    | %    | E   | %    | E   | %    | E   | %   | E   |   |
| ----------- | --------- | ---- | ---- | --- | ---- | ---- | ---- | ---- | ---- | --- | ---- | --- | ---- | --- | --- | --- | - |
| Provincia   | Cajabamba | 35.4 | 1    | 8.5 | –    | 12.0 | –    | 32.9 | –    | 2.6 | –    | 2.3 | –    | 4.3 | –   | 2.0 | – |
| Cajamarca   | 17.9      | 1    | 20.8 | 1   | 13.0 | –    | 21.9 | 1    | 5.7  | –   | 13.8 | –   | 3.7  | –   | 3.1 | –   |   |
| Celendín    | 42.4      | 1    | 22.1 | –   | 10.5 | –    | 4.9  | –    | 2.9  | –   | 11.3 | –   | 4.5  | –   | 1.4 | –   |   |
| Chota       | 26.3      | 1    | 30.1 | 1   | 17.8 | –    | 2.8  | –    | 7.0  | –   | 10.6 | –   | 2.0  | –   | 3.3 | –   |   |
| Contumazá   | 33.0      | 1    | 21.6 | –   | 19.5 | –    | 10.0 | –    | 1.0  | –   | 10.5 | –   | 3.8  | –   | 0.5 | –   |   |
| Cutervo     |           |      |      |     | 34.5 | –    | 7.9  | –    | 49.8 | 1   | 5.0  | –   | 1.8  | –   | 1.0 | –   |   |
| Hualgayoc   | 31.1      | 1    | 6.7  | –   | 24.0 | –    | 7.3  | –    | 1.6  | –   | 9.3  | –   | 18.4 | –   | 1.6 | –   |   |
| Jaén        | 21.8      | 1    | 32.8 | 1   | 19.2 | –    | 4.7  | –    | 3.3  | –   | 10.5 | –   | 6.3  | –   | 1.4 | –   |   |
| San Ignacio | 14.6      | –    | 20.0 | 1   | 25.9 | 1    | 15.1 | –    | 18.2 | 1   | 4.1  | –   | 0.8  | –   | 1.4 | –   |   |
| San Marcos  | 45.3      | 1    | 8.0  | –   | 29.1 | –    | 4.9  | –    | 3.4  | –   | 3.6  | –   | 2.8  | –   | 3.0 | –   |   |
| San Miguel  | 38.9      | 1    | 10.2 | –   | 20.4 | –    | 5.0  | –    | 11.0 | –   | 10.9 | –   | 1.3  | –   | 2.4 | –   |   |
| San Pablo   | 33.4      | 1    | 10.9 | –   | 17.5 | –    | 1.4  | –    | 29.5 | –   | 5.4  | –   | 0.6  | –   | 1.3 | –   |   |
| Santa Cruz  | 28.5      | –    | 6.5  | –   | 16.2 | –    | 0.6  | –    | 38.9 | 1   | 3.7  | –   | 0.2  | –   | 5.5 | –   |   |
| Total       | 23.9      | 10   | 19.5 | 4   | 19.0 | 1    | 11.1 | 1    | 10.8 | 3   | 9.3  | –   | 4.1  | –   | 2.2 | –   |   |

### Autoridades electas
| Cargo                                             | Autoridad electa | Autoridad electa             | Partido | Partido                         |
| ------------------------------------------------- | ---------------- | ---------------------------- | ------- | ------------------------------- |
| Gobernador Regional de Cajamarca                  |                  | Mesías Guevara Amasifuén     |         | Acción Popular                  |
| Vicegobernadora Regional de Cajamarca             |                  | Angélica Bazán Chavarry      |         | Acción Popular                  |
| Consejera Regional de Cajamarca (por Cajabamba)   |                  | Martha Martínez Merino       |         | Alianza para el Progreso        |
| Consejera Regional de Cajamarca (por Cajamarca)   |                  | María Chambizea Reyes        |         | Frente Regional de Cajamarca    |
| Consejero Regional de Cajamarca (por Cajamarca)   |                  | Ludgerio Abanto Albarrán     |         | Acción Popular                  |
| Consejero Regional de Cajamarca (por Cajamarca)   |                  | Manuel Vásquez Becerra       |         | Alianza para el Progreso        |
| Consejero Regional de Cajamarca (por Celendín)    |                  | Milton Becerra Terrones      |         | Alianza para el Progreso        |
| Consejero Regional de Cajamarca (por Chota)       |                  | Edgar Fernández Mego         |         | Acción Popular                  |
| Consejero Regional de Cajamarca (por Chota)       |                  | Óscar Sánchez Ruiz           |         | Alianza para el Progreso        |
| Consejero Regional de Cajamarca (por Contumazá)   |                  | Ernesto Vigo Soriano         |         | Alianza para el Progreso        |
| Consejero Regional de Cajamarca (por Cutervo)     |                  | Jaime Terrones Pardo         |         | Cajamarca Siempre Verde         |
| Consejero Regional de Cajamarca (por Hualgayoc)   |                  | Gilberto Regalado Bustamante |         | Alianza para el Progreso        |
| Consejero Regional de Cajamarca (por Jaén)        |                  | Fernando Fernández Damián    |         | Acción Popular                  |
| Consejero Regional de Cajamarca (por Jaén)        |                  | Wincler Delgado Monteza      |         | Alianza para el Progreso        |
| Consejero Regional de Cajamarca (por San Ignacio) |                  | Antonio Córdova López        |         | Movimiento de Afirmación Social |
| Consejero Regional de Cajamarca (por San Ignacio) |                  | Joel Campos Flores           |         | Acción Popular                  |
| Consejero Regional de Cajamarca (por San Ignacio) |                  | James Tirado Lara            |         | Cajamarca Siempre Verde         |
| Consejero Regional de Cajamarca (por San Marcos)  |                  | Ricardo Carrera Ríos         |         | Alianza para el Progreso        |
| Consejero Regional de Cajamarca (por San Miguel)  |                  | Guillermo Espinoza Rodas     |         | Alianza para el Progreso        |
| Consejero Regional de Cajamarca (por San Pablo)   |                  | Iván Cáceres Vigo            |         | Alianza para el Progreso        |
| Consejero Regional de Cajamarca (por Santa Cruz)  |                  | Julio Anchay Santa Cruz      |         | Cajamarca Siempre Verde         |